# 삼다일보
《삼다일보》(三多日報)는 제주특별자치도 제주시에서 발행되는 신문이다.  2024년 8월 5일《뉴제주일보》는 《삼다일보》로 제호를 바꿨다.

## 역사
2012년 기존 제주일보의 법인 ㈜제주일보사가 부도나면서 임직원이 인수한 ㈜제주일보와 부도난 법인 김대성 기존 대표의 동생 김대형이 상표를 공매를 거쳐 채권단으로부터 인수하고, 그와 별개로 기존 법인으로부터 헐값에 영업권 등을 사간 ㈜제주일보방송의 제주일보로 갈라졌다.
송사 끝에 기존 법인으로부터 헐값에 영업권 등을 사간것이 사해행위로 취소되고, ㈜제주일보사의 원 상표권 자체가 지명이라는 이유로 취소되어,임직원이 설립한 ㈜제주일보가 제주일보 제호를 이어가고,  ㈜제주일보방송의 제주일보는 뉴제주일보로 바꾸었다. 